# Treviso
Treviso je italské město v oblasti Benátsko, hlavní město stejnojmenné provincie. Leží v úrodné benátské nížině, na soutoku řek Sile a Botteniga, asi 30 km severně od Benátek a 15 km od řeky Piave. Sídlí zde italská oděvní firma Benetton a výrobce domácích spotřebičů a kávovarů De'Longhi.

## Historie
Místo bylo osídleno už v pravěku, roku 49 př. n. l. vzniklo římské municipium Tarvisium a roku 396 se poprvé připomíná biskupství. Město hrálo významnou úlohu, když Gótové a pak Langobardi dobývali severní Itálii, v 9. století se zmiňuje hrabství Treviso. Roku 999 se zde konal velký sněm, kde císař Ota III. rozsoudil spor města s Benátkami. Ve 12. století získalo město samosprávu s 300 radními, stará radnice se dodnes jmenuje Palazzo dei Trecenti. Ve 13. a 14. století se město střídavě přidávalo k císaři a k papeži a i uvnitř probíhaly boje mezi guelfy a ghibelliny. Od roku 1388 patřilo Treviso Benátkám, od roku 1797 Rakousku a od roku 1866 je součástí Itálie.

## Doprava
Treviso leží při dálnici A27, má letiště západně od města a železniční spojení do Benátek, Udine a Terstu.

## Pamětihodnosti
Historické město má zachované zbytky hradeb, dvě brány a protože leží na soutoku dvou říček, Sile a Botteniga, řada ulic jsou kanály.
- Dóm sv. Petra z 12. století byl v 15. a 16. století přestavěn a roku 1944 silně poškozen. Má klasicistický portikus se sloupy, sedm kupolí a původní románskou kryptu. Uvnitř jsou renesanční fresky a obrazy od Tiziana.
- Klášterní kostel sv. Františka z let 1231-1270 a ve 14. století rozšířený s věží. Uvnitř jsou cenné fresky ze 14. století a je tu pochován Petr, syn Danta Alighieriho.
- Bývalý dominikánský kostel sv. Mikuláše z let 1282-1389 s přilehlým klášterem; na freskách Tommaso da Modena na levé stěně z roku 1352 je nejstarší známé vyobrazení brýlí.
- Radnice a Palazzo dei Trecenti, založený 1207 a po válce obnovený po roce 1951.

## Galerie

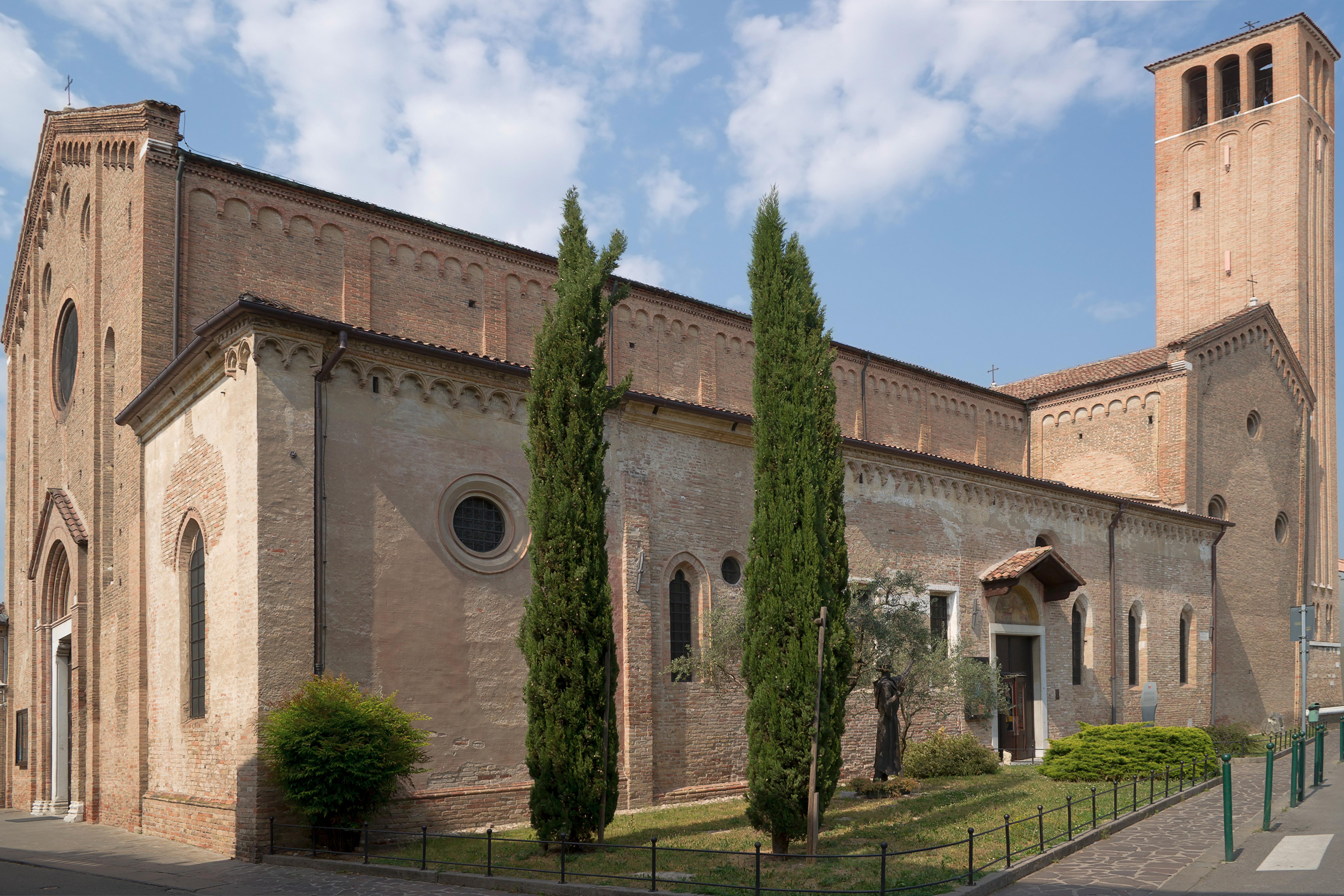
Klášterní kostel sv. Františka
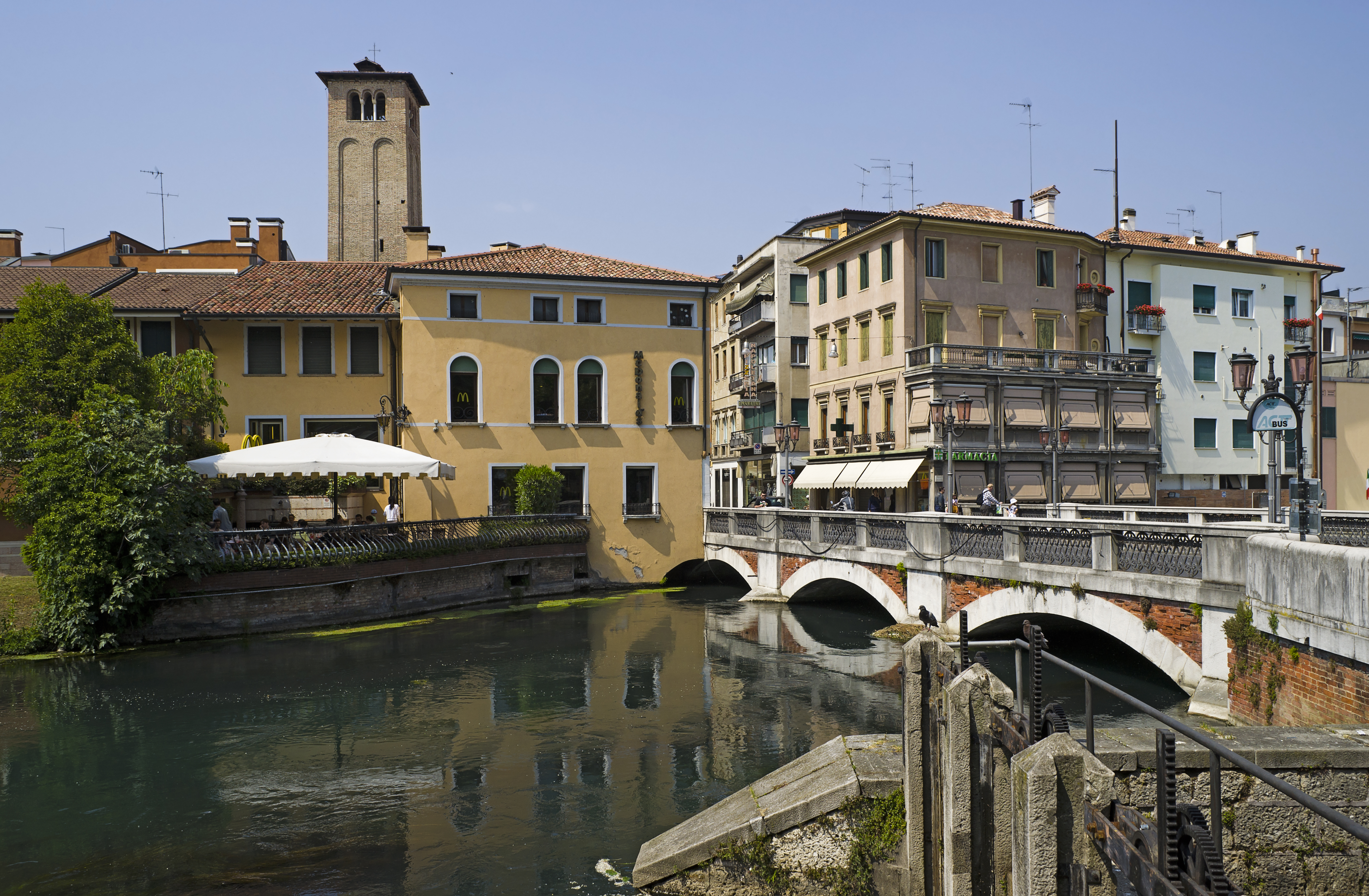
Řeka Sile a most sv. Martina
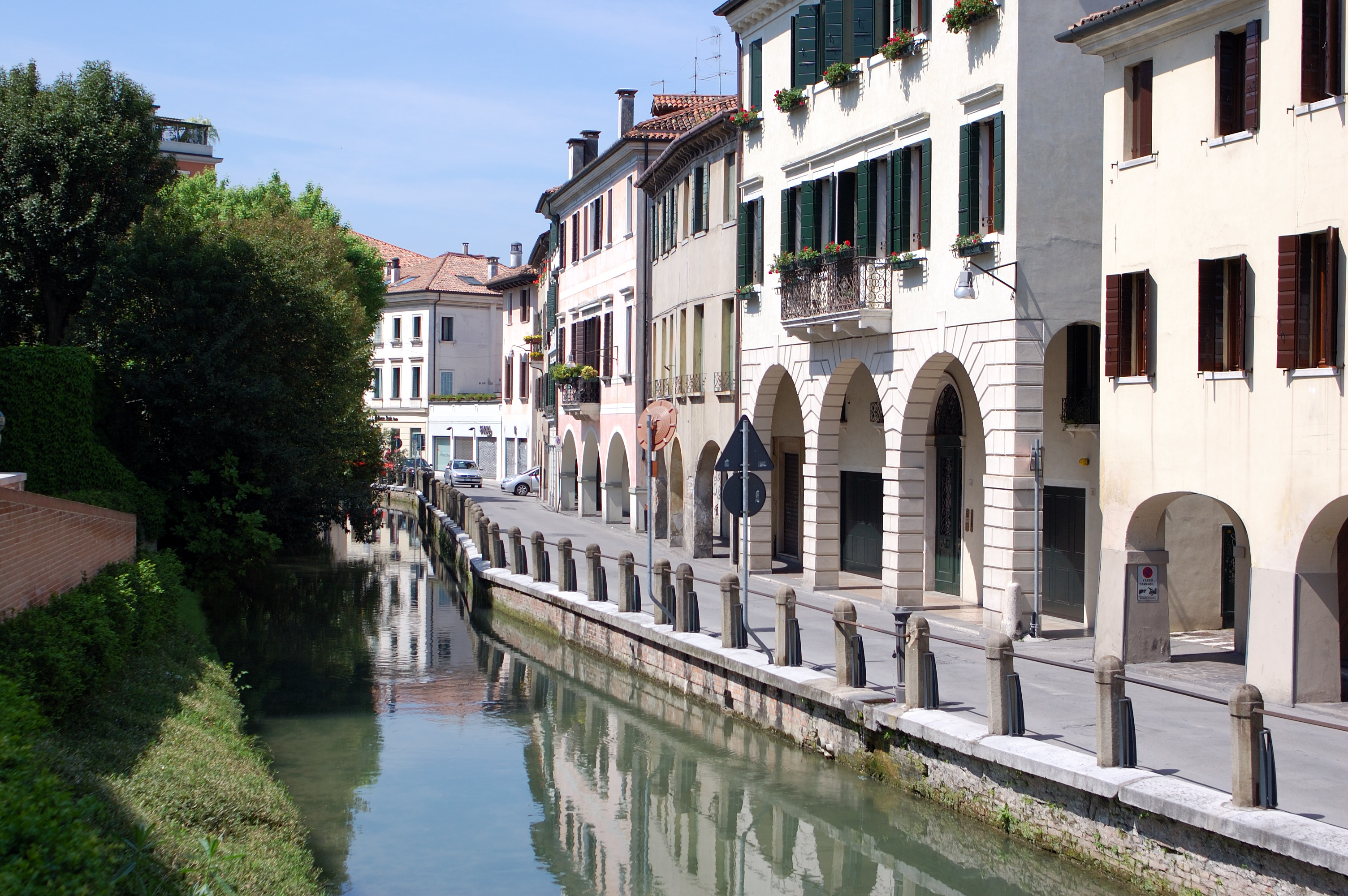
Kanál ve městě
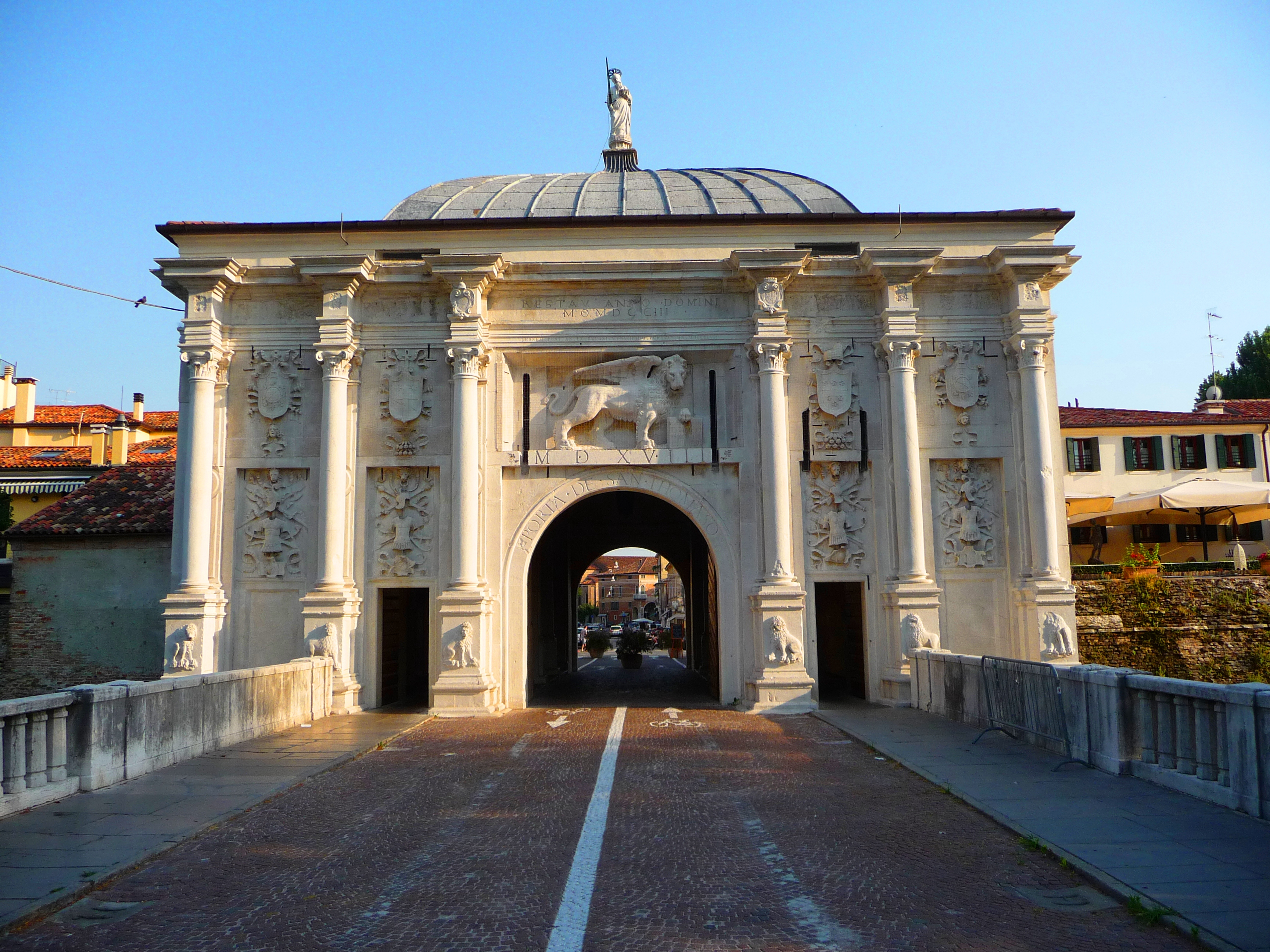
Brána sv. Tomáše

## Vývoj počtu obyvatel
Počet obyvatel

## Partnerská města
- Curitiba, Brazílie
- Guelph, Ontario, Kanada
- Neuquén, Argentina
- Orléans, Francie
- Sarasota, Florida, Spojené státy americké
- Temešvár, Rumunsko
- Urdinarrain, Argentina